# Oreochromis alcalicus
Espèce
Statut de conservation UICN

 EN B1ab(i,ii,iii)+2ab(i,ii,iii) : En danger
Oreochromis alcalicus est une espèce de poissons d'eau douce de la famille des Cichlidae (ordre des Cichliformes).

## Répartition
Ce poisson ne se rencontre que dans le bassin versant du lac Natron au Kenya et en Tanzanie. Bien que considéré comme une espèce de poissons d'eau douce, Oreochromis alcalicus vit dans ce lac dont les eaux peuvent atteindre un pH de 10,5, présenter une forte salinité et être particulièrement chaude (Oreochromis alcalicus) supporte jusqu'à 30 à 32 °C. Ce lac est également connu pour être le lieu de reproduction et de nidification permanent le plus important d'Afrique de l'Est pour les flamants nains (Phoeniconaias minor).
Oreochromis alcalicus a été introduit dans le lac Nakuru afin de la préserver ; classé en Danger d'Extinction et même proposé au statut en Danger Critique d'extinction sur la liste rouge IUCN des espèces menacées.

## Description
Oreochromis alcalicus peut mesurer jusqu'à 116 mm de longueur totale.

## Galerie

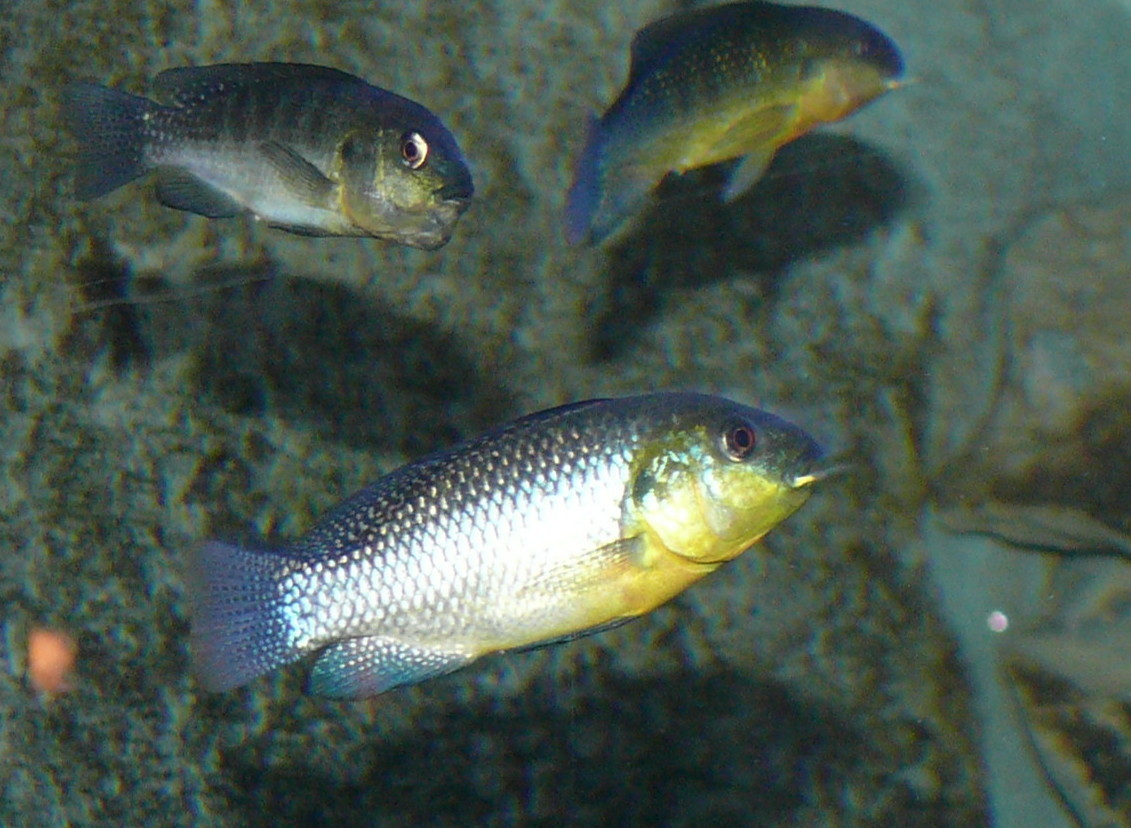
Mâle au premier plan, femelle en incubation au second plan et mâle au troisième plan.
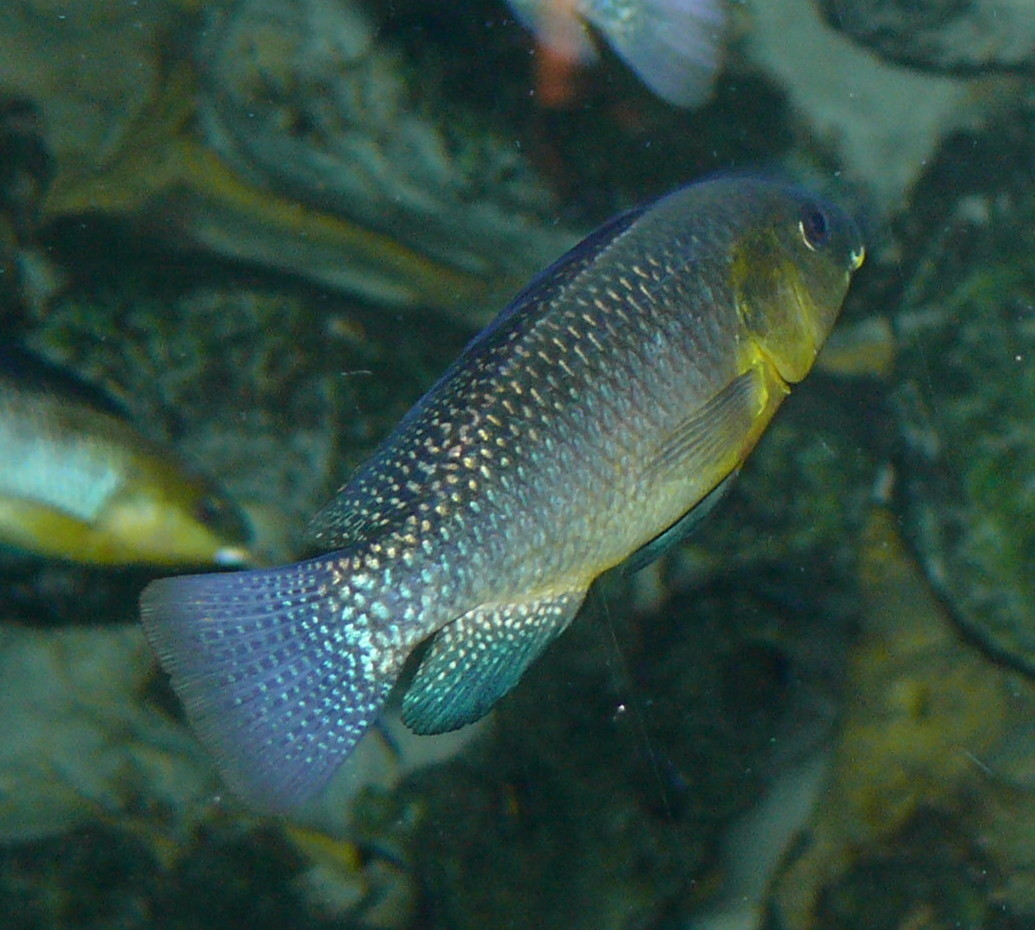
Mâle à l'aquarium de Berlin.

## Classification
Le nom valide complet (avec auteur) de ce taxon est Oreochromis alcalicus (Hilgendorf (d), 1905).
L'espèce a été initialement classée dans le genre Tilapia sous le protonyme Tilapia alcalica Hilgendorf, 1905,.
Oreochromis alcalicus a pour synonymes :
- Oreochromis alcalicus alcalicus (Hilgendorf, 1905)
- Alcolapia alcalica (Hilgendorf, 1905)
- Alcolapia alcalicus (Hilgendorf, 1905)
- Oreochromis alcalica (Hilgendorf, 1905)
- Sarotherodon alcalica (Hilgendorf, 1905)
- Sarotherodon alcalicum (Hilgendorf, 1905)
- Sarotherodon alcalicus
- Tilapia alcalica Hilgendorf, 1905

### Étymologie
Son épithète spécifique, alcalicus, fait référence à la capacité de ce poisson à vivre dans les eaux très alcalines du lac Natron.

### Publication originale
- (de) F. Hilgendorf, « Fische von Deutsch und Englisch Ost-Afrika », Zoologische Jahrbücher. Abteilung für Systematik, Geographie und Biologie der Tiere, vol. 22, no 4,‎ 1905, p. 405-420 (ISSN 0323-7087, lire en ligne).